# 自閉者の権利運動

虹色の無限大マークは、自閉当事者や権利擁護者のあいだで広く好まれるシンボルである。多彩で幅広い経験のスペクトラムをシンボル化したもの。

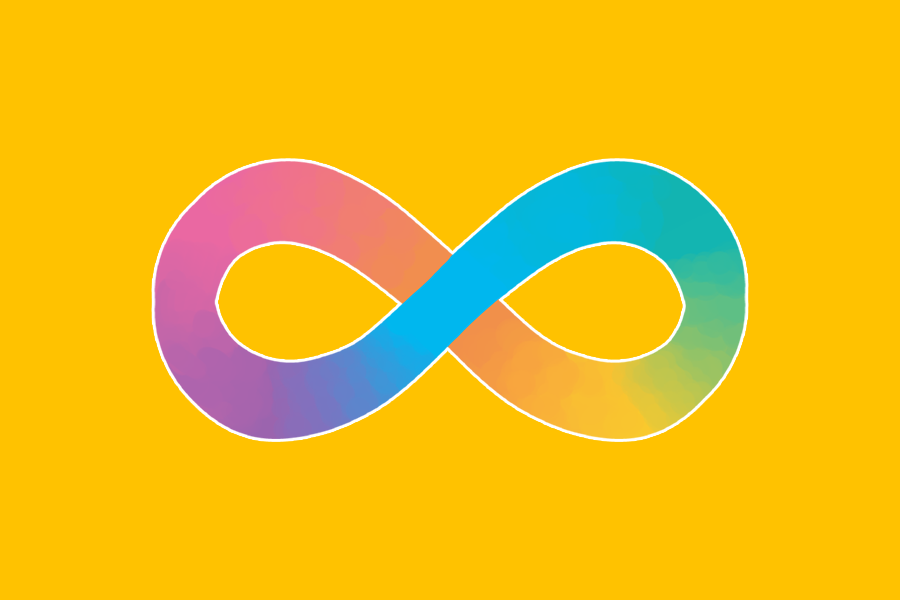
オーティスティック・プライド・フラッグ。背景の金色は金の元素記号Auが自閉Autismの頭文字であることから。無限大のシンボルは多彩で幅広い経験のスペクトラムを表し、虹色はプライド・ムーブメントを表す。

自閉者の権利運動（英語: autism rights movement）は、障害者の権利運動の流れに属する社会運動である。ニューロダイバーシティの観点から、自閉スペクトラムを治療すべき病気ではなく、ヒトの脳の自然な一形態として捉える立場をとる 。 

## 概要
自閉者の権利運動では、自閉スペクトラムを遺伝子の自然な表現型として捉えており、それ以外の状態と優劣をつけずに扱うべきだと考える（障害の社会モデル）。この立場は、以下に挙げる2つの見方とは明確に異なっている。ひとつは自閉症は遺伝的欠陥であり原因遺伝子を特定すべきだという見方。もうひとつは自閉症が環境要因によって引き起こされるという見方（ワクチンが自閉症を引き起こすといった科学的に否定された俗説など）。
運動の目標は自閉者の特徴や行動が広く社会に受容されることにあり、例えば自閉特性を抑制するのではなく本人の生活の質を向上させることに主眼を置いたケアやサービスの提供、自閉者が自分らしく他者と交流できる社会的ネットワークやイベントづくり 、自閉者コミュニティも社会的マイノリティの一つであるという認識の浸透などに向けた取り組みがなされている。
当事者や関係者のあいだでも、運動を支持する立場から批判する立場まで様々な意見がある。よく見られる批判は、自閉者の権利運動を推進する人の多くが知的障害を伴わない、いわゆる「高機能」の自閉者であり、より「低機能」な自閉者の立場を反映できていないというものである。

## 自閉をめぐるパラダイムの対立
自閉を脳の多様性と捉えるニューロダイバーシティの見方は、自閉を治療すべき病気として捉える病理学的な見方（病理パラダイム）と対立する。病理パラダイムは障害の医学モデルと親和性が高く、自閉を治療・根治可能な疾患と考える。病理パラダイムの支持者にとって、自閉者の非定型的な行動は有害なものであり、治療によって軽減・消去すべきものである。この立場からは、自閉の遺伝的および環境的なリスク因子を特定する研究が重視される。一方、自閉を脳の多様性と捉える見方（多様性パラダイム）は障害の社会モデルと親和性が高く、自閉の脳を病気ではなく正常なバリエーションと考える。こちらの立場から見れば、自閉的行動を消去する治療は左利きの矯正のようなもので、必要な治療とは言えない。多様性パラダイムが重視するのは治療ではなく自閉の理解と受容、また自閉の人々を社会的マイノリティとしてサポートしていくことである。自閉の行動を病的と見なすことの弊害もよく議論される。

### 病理パラダイム
病理パラダイムは、生物医学的なレンズを通じて自閉を見る昔ながらの見方である。この見方からすれば、自閉はコミュニケーションや社会性を中心とした様々な機能的障害（インペアメント）によって特徴付けられる疾患であり、正常な機能を果たさない有害なものであると考えられる。定型から外れた脳の働きは「不適切」「不健全」とされ、治療すべき対象となる。また自閉者の非定型的な行動は社会生活と仕事に悪影響を及ぼすため、応用行動分析などの行動を変化させる療法で軽減・消去すべきとされている。このような見方をする人は自閉当事者には稀であり、どちらかというと自閉の子を持つ親に多い。
病理パラダイムの支持者は、自閉者の苦しみを減らすためにも、また「自閉症の流行」に対処するためにも医学的アプローチが必要だと考える。自閉の病因を突き止める研究のほか、生物学、診断法、治療行為（投薬や行動的・心理的介入など）、併存する疾患の治療もその射程に含まれる。
医学的研究に主眼を置いた支援団体として、有名なところではAutism Speaksがあるが、この団体は自閉当事者のあいだではヘイト団体と認識されている。他に同様の立場をとる米国の支援団体として、Autism Science Foundation、その前進であるAutism Coalition for Research and Education、National Alliance for Autism Research、Cure Autism Now、Autism Research Institute などがある。

### 脳の多様性パラダイム（ニューロダイバーシティ）
脳の多様性パラダイムは、人の脳神経的な発達が一様ではなく、人類にはつねに複数のニューロタイプ（脳のタイプ）が存在していると考える立場である。自閉者のセルフアドボカシーを推進する団体 Autistics for Autistics は次のように説明する。「ニューロダイバーシティが意味するのは、生物多様性と同様に、私たちみんなが社会のなかで役割を持つということだ。誰もがありのままに尊重されるということだ。学校や職場といった社会的な場で居場所があること。また言葉を話さない自閉者にとっては、補助代替コミュニケーションなどのコミュニケーション手段に公平にアクセスできることも重要である」。ニューロダイバーシティの推進者にとって、自閉とは社会のなかで不便に直面する障害（ディスアビリティ）であり、治療すべき病気や疾患ではない。そして障害の社会モデルに従えば、大事なのはその人の障害をなくすことではなく、社会の側のアクセス障壁をなくして誰もが参加しやすくすることである。その意味で、ニューロダイバーシティは広く障害者の権利運動に通じるものである。

#### 自閉者のセルフアドボカシー
自閉者のセルフアドボカシー運動は、障害の社会モデルの視点に立ち、自閉の人々が自ら声を上げていく運動である。セルフアドボカシーの団体である Autistic Self Advocacy Network は、自らの任務について「障害者の権利運動の理念を自閉の分野で推し進めること」と述べる。障害の社会モデルが自閉者にとって特に重要なのは、彼らの多くが「普通じゃないからダメだ」と言われて育ち、障害を適切に受容されずに生きてきたからである。医学モデルから社会モデルへの移行には現実的なメリットもある。たとえば一部のソフトウェア企業は、自閉者にやさしい採用面接のやり方を取り入れている。そのほうが自閉者の雇用が促進されるだけでなく、企業としても幅広い人材に出会える利点がある。
自閉の人々は神経認知的に多数派と異なっており、そのため得意なことと苦手なことが目立つが、適切な環境と支援があれば活躍できる。これは自閉者の困難を軽視してよいという意味ではなく、その困難が多くの場合、社会の不公平な構造によって作られているということだ。自閉の人々の違いを考慮に入れた公平な仕組みによって、困難を取りのぞくことも可能になる。たとえば職場においては、組織の透明性、公正さ、柔軟さを高めることで、自閉者だけでなく誰もが働きやすくなることだろう。
ニューロダイバーシティの運動にはリーダーとなる人物はおらず、学術的な研究もまだ少ない。そのため多様性パラダイムは一枚岩ではなく、様々な考え方が存在する。しかし一致しているのは、自閉が自閉者その人と切り離しがたく結びついているという見方である。ニューロダイバーシティを推進する活動の例としては、子どもたちを「普通と見分けがつかなくさせる」ことを目的とするセラピーへの反対運動、学校や職場における理解と受容の促進、自閉に関する政策決定に自閉の人々を含めるためのロビー運動などがある。
ニューロダイバーシティの推進者は、自閉の根絶を目指す医学的研究に反対の立場をとる。遺伝的な優劣を決める優生思想につながるからである。それよりも、自閉の人々が自分らしく生きていける方法を探るような研究を支援する。しかし成人した自閉者の生活の質を上げるための研究には、あまり予算がつかないのが現状である。
最近の研究によると、当事者として声を上げている自閉者たちは、障害者および自閉者の権利を擁護する団体の内部でも弱い立場に置かれている。リーダーの立場に就けることは稀で、重要な意思決定にも関与させてもらえない。また貧困の問題もある。障害者団体の活動が無給であること、活動に参加するための支援が得られないことで、自閉者は活動から締め出されがちになる。知的障害を伴う自閉者の声も聞かれづらくなっている。
自閉者の受容とアドボカシーに主眼を置いた団体としては、Autism Network International, Autism National Committee、Autistic Self Advocacy Network、Autistic Women & Nonbinary Network などがある。

## 自閉者の権利の考え方

### 自閉はスペクトラム（連続的）である
一部の人は、自閉の人々を二種類に分けて考えようとする。一方には「普通」に生活することが可能で、偏見に由来する以外の障害（インペアメント）がほとんどなく、左利きのように単に多数派と違うだけの人がいる。そしてもう一方には機能的に深刻な障害、例えるなら骨折のような困難を抱える人々がいる、という見方である。
しかし、自閉のアクティビストはそうした見方に異議を唱える。「高機能」と「低機能」は単純に切り分けられるものではなく、ただのレッテル貼りになる危険のほうが高いからだ 。自閉者の多くは、機能的な高低を区別したり、自閉症とアスペルガー症候群（これは医学的にすでに廃止された呼称 ）を分けるようなやり方に反対している。個々人の抱える困難や状態は多様であり、高機能か低機能かといったラベルは適切な助言やケアに役立つものではないと考えるからである。

### 自閉は治療を必要とする病気ではない

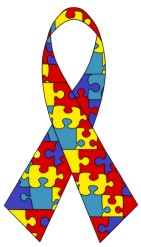
自閉症のシンボルとしてジグソーパズルを使うことに対しては賛否が分かれている。保護者のなかにはこのモチーフを好む人もいるが、大人の当事者の多くはこのモチーフを好まない。ジグソーパズル柄がネガティブな概念に関連づけられやすいという研究結果もある。

自閉の「治療」をめぐっては意見の対立があり、政治的なイシューとなっている。自閉の原因は医学的・科学的には不明なのだが、親の会などの一部団体は治療法の解明を目指して活動している。一方、自閉者の権利運動に携わるメンバーの多くは自閉を病気ではなく、その人のあり方として捉えており、治療よりも受容を目指している。自閉研究者のMichelle Dawsonは、自閉に関連する行動や言語の違いを治すためのセラピー（応用行動分析など）が誤った方向を向いているだけでなく、倫理に反するものだと指摘する。
自閉者の権利という立場からは、自閉は病気ではなく正常のひとつの形であると考えられる。脳の回路のパターンが異なっていたり、遺伝子の現れ方があまり一般的でなかったりするけれども、治療を要する病気ではないということだ。この立場からすると、自閉とは尊重されるべき個性なのであり、忌避したり撲滅をめざすべきものではない。「強み視点」での支援などと言われるように、誰にでも強みや弱みがあるという視点に立てば、自閉者のユニークさもあらゆる社会的少数者と同様、包摂的に捉えられるべきであろう。したがって自閉を治療しようという考え方は、癌の治療などとは違って、左利きを右利きに矯正すべきといったような時代遅れの態度に近いと言える 。自閉者の権利運動は広く障害者の権利運動の流れに位置づけられ、障害の社会モデルと親和性が高い。社会モデルから見れば、自閉の人々が直面する困難は本人の欠陥というよりも、社会の側の差別的態度にあると考えられる。
自閉者の権利アクティビストであるJim Sinclairは、自閉がその人に付随する病気ではなく、むしろその人の本質に関わるものだと主張する。彼に言わせれば、自閉の人を治療したいという態度は、その人を消し去って別の人間に置き換えたいと言っているのと同じことだ。そして自閉が撲滅された未来を想像するのは、自閉の文化を消し去ろうとすることにも等しい。
当事者運動に関わる人の多くは、自閉の人々がみんなと同じようになるべきではないと考えている。それよりも社会の側が自閉のあり方を受け入れるべきであり、自閉のケアや支援は多数派に合わせることよりも、本人の生活の質を上げることにフォーカスすべきという考えだ。ケンブリッジ大学教授で発達心理学者・自閉症研究者であるサイモン・バロン＝コーエンも、そうした考え方に賛同し、次のように述べている。
| 「 | 自閉スペクトラム状態の人々に対して、たとえば感情認識などの困難を支援するのは、たしかに有益だと考える。強みを残して困難を和らげようとする介入に反対する人はいないだろう。だが「自閉症の治療」というアプローチはあまりにも荒っぽい。困難を解消する過程で、その人の特別な部分（たとえば細部への卓越した注意力や、小さなテーマに集中してどこまでも掘り下げる能力）まで失われてしまう恐れがある。障害を和らげつつ、違いを尊重して価値を認める方法を我々は探さなければならない。 | 」 |

### 自閉の人々は独自の文化を持つ

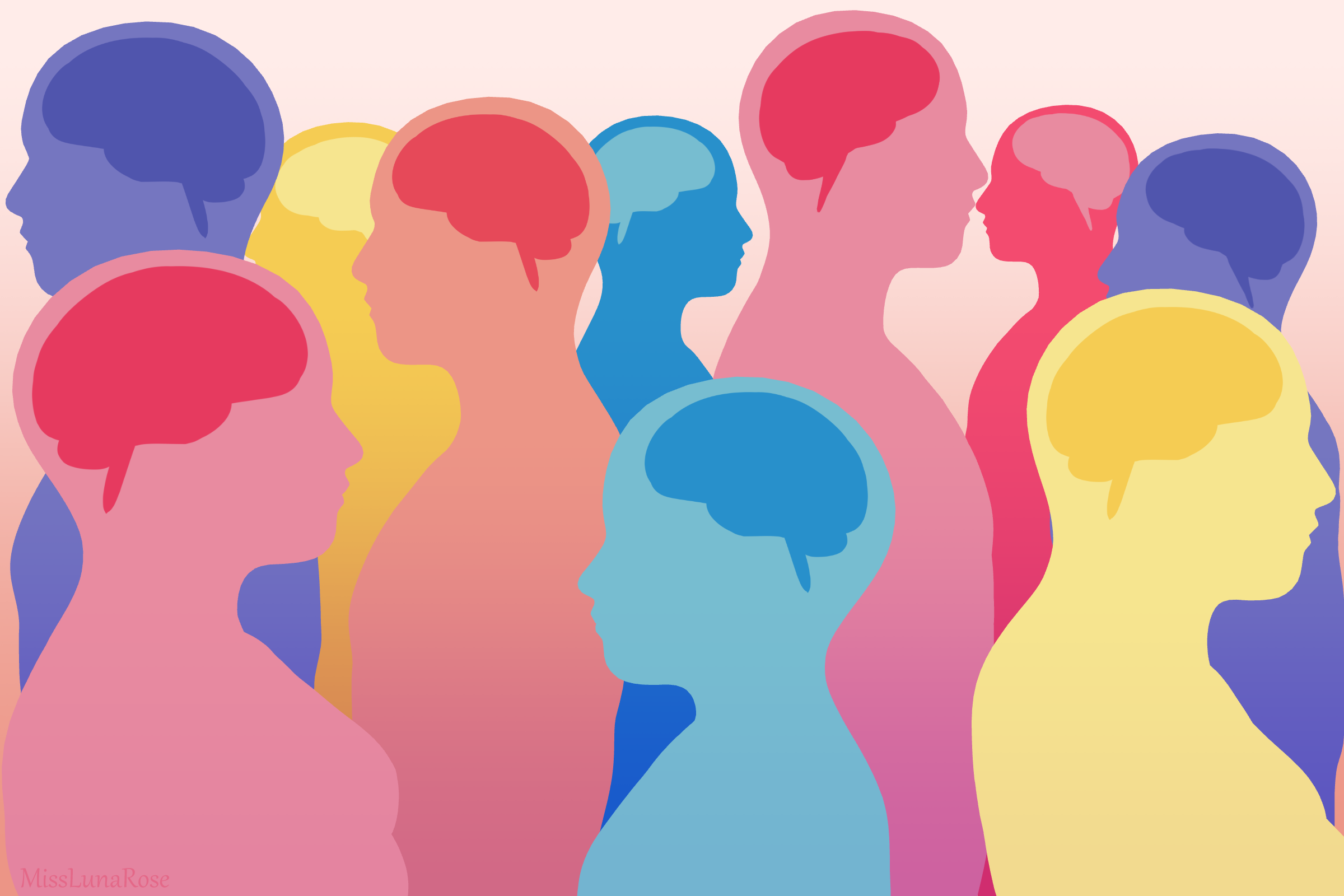
人の脳の多様性を表現する自閉アート。

自閉であることは、異なる文化のなかに生まれたようなものだ、と自閉者の権利運動家は言う。まわりの人は言葉が通じなかったり、信仰や思想が異なっていたり、奇妙な生活習慣を持っていたりする。言いかえれば、自閉の人々は周囲とまったく異なる独自の文化を持っているということだ。SNSや同好のコミュニティ、また特定の職業などは、そうした自閉者どうしがつながる場になりうる。そこでは共通の言語で話し、共通の文化を楽しむことが可能になる。

### 私たち抜きに私たちのことを決めるな
自閉者の権利やニューロダイバーシティを推進する団体の姿勢で共通するのは、親や支援者主導の組織とは立場が異なるという点だ。彼らは自閉をめぐる言論が保護者や支援者中心になっている状況を良しとしない。Michelle Dawsonは、保護者が自閉の子どもの意見を代弁し、自閉の当事者抜きに話し合いが行われる現状を次のように批判する。「政府や裁判所、研究者、サービス提供者、資金団体などと手を取りあった親たちは、重要な議論や意思決定から自閉の当事者を遠ざけることに成功した」。その結果、自閉の人々抜きに自閉の政策や医療の方針が決められてしまうことになる。
Jim Sinclairは自閉をめぐる議論がこれまで、自閉者ではなく親や支援者のほうを向いてきたと述べる。自閉の人々にとって、自閉でない彼らのやり方は感覚刺激や厳格さの点で時に「攻撃的」と感じられることもある。
世の中には、自閉者の権利運動家が複雑な意見を提示することに眉をひそめる人も多い。本当に自閉症ならばそんなことは不可能ではないかというのだ。しかしAmanda Baggsをはじめとする成人の自閉者は、自ら文章や動画を作成して、重度の困難を抱える自閉者であっても自分の意見を表明することは可能であると示している。知的能力があり明確に発信できる人たちでも、日々のセルフケアができなかったり、自分を傷つける行動をしてしまうなどの困難を抱えている、と彼女は指摘する。その前提が理解されないままで議論や政策が進められると、知的能力の高い自閉者が必要なサービスを受けづらくなる。Baggsは実際に、タイピングができるという理由で支援サービスを拒否された自閉者の事例を挙げている。

### 自閉の行動は無理に矯正すべきでない
Aspies For Freedom （AFF）は、自閉の子どもに対する療法の多くが非倫理的であると述べる。害のない自己刺激行動を禁じたり、アイコンタクトを無理強いしたり、ルーティンを壊したりするためである。AFFによると、自己刺激行動などは自閉者にとっての「コーピング手法」であり、それを抑制する応用行動分析（ABA）などの手法は自閉者の心理に悪影響を及ぼす。拘束や嫌悪刺激を使用する場合は身体的にも有害である。なかにはキレーション療法のように、命の危険をともなう代替治療もある。国際連合も、行きすぎた治療は「虐待や拷問」になりうると警鐘を鳴らしている。
カナダの自閉当事者・研究者である Michelle Dawson は、応用行動分析への政府の助成に反対する法廷証言をおこなった。また 自閉当事者である Jane Meyerding は、応用行動分析が除去しようとする行動は自閉者のコミュニケーションの試みなのだと述べている。カナダの団体 Autistics for Autistics （A4A）も自閉者の権利の観点から、応用行動分析に反対すべき理由をまとめている。

### 自閉の遺伝子は根絶されるべきではない
自閉者の権利運動家は、自閉の遺伝子を特定して除去する試みに反対している。そのような治療はヒトの遺伝的多様性を狭めるからである。なかでも出生前診断による自閉遺伝子の検査が将来的に実現する可能性があり、警戒されている。2005年2月、Autism Genome Project の Joseph Buxbaum は、10年以内に自閉症の出生前診断が可能になるだろうと述べた。ただし、自閉の遺伝的特徴は非常に複雑であることがわかってきている。
ソーシャルワーカーなどの支援者が、自閉者に子どもを作らないよう働きかけることも懸念されている。自閉の治療という発想の先にあるのは「自閉の子どもが生まれることを阻止することだ」と権利活動家らは言う。自閉の出生前診断の技術が進めば、「自閉症の遺伝子」を持つとされる胎児は選択的に中絶される可能性がある。